# Campagne du Large
Notes
Aucun affrontement n'a lieu pendant la campagne
Guerre de la Ligue d'Augsbourg
Batailles
- Philippsbourg (1688)
- Sac du Palatinat (1689)
- Baie de Bantry (1689)
- Mayence (1689)
- Walcourt (1689)
- Fleurus (1690)
- Cap Béveziers (1690)
- La Boyne (1690)
- Limerick (1690)
- Staffarda (1690)
- Québec (1690)
- Coni (1691)
- Mons (1691)
- Leuze (1691)
- Aughrim (1691)
- La Hougue (1692)
- Namur (1692)
- Steinkerque (1692)
- Lagos (1693)
- Neerwinden (1693)
- La Marsaille (1693)
- Charleroi (1693)
- Saint-Malo (1693)
- Rivière Ter (1694)
- Camaret (1694)
- Texel (1694)
- Dieppe (1694)
- Bruxelles (1695)
- Namur (1695)
- Dogger Bank (1696)
- Carthagène (1697)
- Barcelone (1697)
- Baie d'Hudson (1697)

La campagne du Large est un épisode de la guerre de la Ligue d'Augsbourg qui a lieu entre juin et août 1691. Elle marque le début de la phase de la grande guerre de course. 

## Contexte
En 1691, la guerre fait rage depuis trois ans déjà et les finances du royaume de France sont au plus bas. L'été précédent, la flotte française, menée par Tourville, défait une flotte anglo-hollandaise au cap Béveziers, prend un temps le contrôle de la Manche, mais ne pousse pas assez son avantage.
Bonrepaus, Intendant général des armées navales et de la Marine, avait établi divers projets et opérations pour 1691 ; il était persuadé qu'il fallait poursuivre les mêmes desseins stratégiques : empêcher la jonction des flottes anglaise et hollandaise en maintenant devant la Tamise 60 vaisseaux, s'emparer de points d'appui sur les côtes ennemies, en particulier des îles Sorlingues, à l'entrée de la Manche et de la mer d'Irlande. Mais le roi avait été déçu par les résultats de la campagne de Béveziers pas plus que Louvois, il n'aimait les batailles même sur terre, comportant des aléas : «… il n'était pas nécessaire de tenter, toutes les campagnes, ces sortes d'actions éclatantes… ». Bonrepaus modifie donc son premier projet : la prise des Sorlingues reste prévue ; un des motifs de la répugnance de Tourville et autres marins à combattre en Manche était l'absence de bases dans cette mer : la flotte opérera à l'ouvert de la Manche, où elle sera bien placée pour l'attaque des convois de Smyrne et de Hambourg ; la bataille ne sera risquée que dans le cas d'une supériorité numérique marquée. Seignelay meurt ; il est remplacé non par Bonrepaus, victime de cabales de cour, mais par Pontchartrain, connaissant fort peu les questions maritimes.
Pour renflouer les caisses de l’État, Louis XIV et le ministre de la Marine Pontchartrain chargent Tourville d'intercepter le « convoi de Smyrne », convoi anglo-hollandais de navires marchands dont la valeur des marchandises est estimée à 30 millions de livres. La prise de ce convoi soulagerait les finances royales et ruinerait de nombreux armateurs anglais. Mais, également chargé de protéger les côtes françaises des descentes ennemies, Tourville préfère ruser et attirer la flotte anglo-hollandaise en pleine mer.

## La campagne
Parti de Brest la 25 juin, l'armée navale de Tourville, va faire des rondes avec soixante-huit vaisseaux, vingt-deux brûlots et quarante-huit bâtiments de soutien, dans la Manche pendant quinze jours. Il y fait plusieurs prises puis, apprenant qu'une flotte anglaise plus importante (elle est composée de 86 vaisseaux), commandée par l'amiral Russel, se mettait à sa recherche, il prend le large - d'où le nom de cette campagne - et passe dans l'Atlantique pendant trente-cinq jours.
Dans son Histoire de la Marine française, l'historien de la marine Léon Guérin (1807-1885) fournit un compte-rendu de cette campagne :

« La campagne du Large ne fut pourtant l'occasion d'aucun grand combat naval ; son éclat fut tout entier dans la science et la tactique, et de là vient sans doute que ses rayons frappèrent moins le vulgaire que le plus facile des exploits. Les alliés avaient fait des efforts inouïs, durant l'hiver, pour réparer leurs défaites et remettre en mer des flottes plus considérables qu'on ne leur en avait encore vu dans cette guerre. Ils vinrent à bout d'avoir un plus grand nombre de vaisseaux, dans l'Océan, que la France obligée d'occuper beaucoup des siens dans la Méditerranée. Mais Tourville, sans livrer de bataille, sut rendre complètement inutile ce formidable armement ; et dans le temps même que les alliés le croyaient réduit à se cacher dans les ports de France, il osa tenir la mer. Croisant pendant quinze jours dans la Manche, il arrêta tous les bâtiments ennemis qui voulaient y entrer ou en sortir. Ayant appris qu'un convoi, riche de trente millions, et appartenant aux ennemis, devait être dans les parages d'Irlande, il s'approche des îles Sorlingues pour donner des inquiétudes à ceux qui en étaient chargés. Il tombe ensuite sur une flotte qui se rendait de la Jamaïque en Angleterre, la dissipe, s'empare de son escorte et de onze bâtiments marchands ; le reste n'échappa qu'à la faveur d'un brouillard épais. Au bruit de cet événement, l'amiral anglais Russel, qui commandait les forces navales des alliés, se réveille, cherche Tourville et tâche de l'engager à une bataille. Le vice-amiral français le tire au large, conserve l'avantage du vent, et ne lui fournit, durant cinquante jours, aucune occasion de le combattre, en épiant toujours l'instant de l'attaquer lui-même avec toutes les chances de succès. L'amiral anglais, désespéré, l'abandonne, va établir sa croisière vers les côtes d'Irlande, et bientôt assailli d'une violente tempête, il est forcé de rentrer dans ses ports avec tous ses vaisseaux désemparés, après en avoir perdu quatre entièrement et avoir vu périr quinze cents hommes de ses équipages ; tandis que son heureux et habile rival conservait la flotte française parfaitement intacte, tenait à l'abri les côtes de France, protégeait les convois d'Irlande, et gagnait, en réalité, grâce à son génie, les plus belles des victoires, celles qui profitent au pays sans lui rien coûter. L’Angleterre et la Hollande se lamentaient de plus en plus, et se renvoyaient l'une à l'autre le tort des événements. La chambre des communes de la Grande-Bretagne demanda qu'on informât au sujet du mauvais succès des flottes alliées, et l'amiral Russel, qui avait fait preuve, de son côté, d'une habileté peu commune, mais qui seulement avait rencontré plus habile encore que lui, fut obligé de se justifier. »

Paul Chack (1876-1945), l'officier et écrivain de marine résume cette campagne en quelques mots :

« Pendant cinquante et un jours, sans cesse poursuivi, Tourville déjoue tous les pièges de Russel, l'entraîne au loin, enlève un convoi de la Jamaïque, tandis que nos troupes passent en Irlande sans être inquiétées. Puis nos escadre rentrent à Brest à la date que Tourville a lui-même fixée. »

Cependant, la maladie affecte un cinquième des équipages français. Il rentre à Brest le 14 août 1691 par le raz de Sein, pendant que la flotte ennemie essuie une violente tempête sur les côtes de l'Irlande.
Au cours de cette campagne, Tourville est secondé par des officiers généraux tels de Forant, le marquis de Châteaurenault, d'Amfreville, de Relingues, le marquis de Villette-Mursay, de Langeron, de Nesmond, le marquis de Coëtlogon, les de Flacourt, ainsi que par ses capitaines, parmi lesquels on comptait Jean Bart, Forbin, le marquis d'Amblimont. La plupart d'entre eux se distingueront par la suite et se verront confier d'importantes responsabilités.

## Des résultats contrastés
Les avis quant à l'effet de cette campagne sont partagés « chef-d'œuvre d'habilité tactique » pour certains, « campagne stérile » pour d'autres, la vérité se situe probablement entre les deux. Cette campagne est critiquée notamment par le ministre de la Marine Pontchartrain, hostile à Tourville, qui lui reproche d'avoir fui le combat ; mais également par un certain nombre d'officiers généraux. Aussi, Tourville est contraint de présenter un mémoire en octobre 1691 afin de se justifier. L'historien Philippe Masson est lui aussi assez critique : « En réalité, la campagne du Large s'inscrit au nombre de ces légendes destinées à satisfaire l'orgueil national et à masquer les défaites et les insuffisances de certains militaires. » Louis XIV, peu satisfait du résultat, donne des ordres stricts pour la campagne suivante : il lui faudra alors se battre « fort ou faible ».
Michel Vergé-Franceschi résume les opérations en ces termes : « L'impossible capture du convoi (juillet-août 1691) et la stérile campagne du Large (mai-août 1691) sont ainsi à l'origine du mécontentement du ministre (octobre 1691), d'où l'énergie des ordres du roi (mars 1692) qui aboutirent à la déconvenue de La Hougue (29 mai-3 juin 1693) ». La campagne du Large a malgré tout permis de protéger les côtes de France. Quant au « convoi de Smyrne », il sera capturé deux ans plus tard à la bataille de Lagos, au large du Portugal.

## Sources et bibliographie
- Léon Guérin, Histoire maritime de France, vol. 2, Andrieux, 1844 (lire en ligne), p. 41 et suivantes
- Claude Farrère, Histoire de la marine française, Flammarion, 1962, p. 182
- Emmanuel de Broglie, Un grand marin : Tourville (1642-1701), Plon-Nourrit et cie, 1908, p. 168 et suivantes
- Paul Chack, Marins à la bataille : Le XIXe siècle et l'Indochine, Le gerfaut, 2001 (lire en ligne), p. 174 & 185
- Louis Nicolas et Raymond de Belot, La puissance navale dans l'histoire, vol. 1 à 3, Éditions maritimes et coloniales, 1958, 1052 p., p. 169 et suivantes
- Philippe Masson, Histoire de la Marine, C. Lavauzelle, 1981
- Michel Vergé-Franceschi (dir.), Dictionnaire d'histoire maritime, Paris, éditions Robert Laffont, coll. « Bouquins », 2002, 1508 p. (ISBN 2-221-08751-8)
- Jean Meyer et Martine Acerra, Histoire de la marine française : des origines à nos jours, Rennes, Ouest-France, 1994, 427 p. [détail de l’édition] (ISBN 2-7373-1129-2, BNF 35734655)
- Étienne Taillemite et Maurice Dupont, Les Guerres navales françaises : du Moyen Âge à la guerre du Golfe, Paris, SPM, coll. « Kronos », 1995, 392 p. (ISBN 2-901952-21-6)
- Étienne Taillemite, Dictionnaire des marins français, Paris, Tallandier, coll. « Dictionnaires », octobre 2002, 537 p. [détail de l’édition] (ISBN 978-2847340082)
- Patrick Villiers, Jean-Pierre Duteil et Robert Muchembled (dir.), L'Europe, la mer et les colonies : XVIIe – XVIIIe siècle, Paris, Hachette supérieur, coll. « Carré histoire », 1997, 255 p. (ISBN 2-01-145196-5)